# Историја хипербаричне медицине
Историја хипербаричне медиицине као посебне гране поморске медицине и медицине рада сеже у далеку прошлост, када је у средњем веку, британски свештеник Хансху (енгл. Nathaniel Henshaw 1628-1673),  иако без научних и медицинских знања, 1662. године конструисао, претечу данашње барокоморе „домицилиум“. Он је те године у њој започео да експериментише са применом хипербаричних услова за лечење неких болести. Од тог времена скоро пет векова хипербарична медицина се непрестано развијала и усавршавала.

## Историја хипербаричне медицине у свету

### Прва примена гаса под притиском у 17. веку
Први пут у историји медицине са применом гаса под притиском у лечењу медицинских поремећаја, започео је британски свештеник Хансху (енгл. Nathaniel Henshaw 1628-1673) који је, иако без научних и медицинских знања, 1662. године конструисао, претечу данашње барокоморе „домицилиум“. Неку врсту „собе“, са вентилима за контролу протока ваздуха, која је коришћена за стварање хипербаричних и хипобаричних услова. Како је у том периоду, ваздух у затвореној коморни под притиском називан „домицилијум“ (фр. domicilium), по њему је прва барокомора добила име. Без јасних доказа, Хенсху је изнео претпоставке да се акутни поремећаји и хроничне болести свих врста, а највише поремећаји дисања и варења, у организму човека могу отклонити променама у атмосфери, или смањењем или повећањем притиска гаса. Поједностављени принцип употребе Хансху је засновао на претпоставци да акутна стања позитивно реагују на повишеном, а хронична на смањеном атмосферском притиску.
Промене у домицилиуму биле су осмишљене да симулирају утицаја климатских промена, као нека врста путовања ка већим висинама (планинама) или нижим надморским висинама (морској обали)... Његов домицилиум није био ништа друго него затворен простор повезан преко вентила са мехом. Манипулацијом вентилима и функцијама меха, атмосфера у „соби“ се могла компримовати (сабити).

### Прва сазнања из физике и физиологије гасова у 18. веку
Француски научник Антоан Лавоазје (1743—1794), открио је у 18. веку да се гасови приликом дисања размењују у плућима. И да се удахнути кисеоник у њима замењује са угљен-диоксидом, док се азот избацује из плућа у непромењеном облику.
После проналаска кисеоника први пут је постављена сумња да је могуће и његово штетно дејство на организам човека. Ту сумњу потврдио је Џозеф Пристли 1772. који је по откривању токсичних особина кисеоника, започео са експериментима на животињама а касније и на људима у барокоморама.
Beddos и Watt 1799. описали су промене на плућима мачића које су експериментално излагани, ваздуху са 80% кисеоника.

### Велике промене у у развоју хипербаричне медицине у 19 веку
Све до 1830, влада затишје у овој области медицине, да би се следећих година десиле велике промене у развоју хипербаричне медицине.
У Француској су Жуно и Фабар  изградили су хипербаричну комору ( облику бакарне кугле која је могла да постигне притиске од 2 – 4 атм), коју су  од 1834. године користили за лечење плућних  болести. Три године касније (1837. године)  у Лиону је изграђена хипербарична комора довољно велика да прими 12 пацијената.
Године 1837, Праваз је саградио велику хипербаричну комору и користито је за лечење разних болести. Комора је најчешће примењивана за лечење плућних болести, укључујући туберкулозу, ларингитис, трахеитис и велики кашаљ, као и наизглед неповезаних болести као што су глувоћа, колера, рахитис и запаљење вежњаче.
Године 1845, Тригер је први описао симптоме, који су се јављали у рудара, за које је касније утврђено да су изазвани декомпресионим поремећајима. Ваздух под притиском, чија „снага“ се користила да спречи породор воде у кесон, имала је последице по здравље рудара. Они су се по изласку из кесона жалили на болове и грчеве у мишићима. Током 1854, Пол М. и Вателе М. први су објавили да је хитна декомпресија у барокомори неопходна да се спречи појава ових симптома, и предлажили примену рекомпресије за њихово уклањање.

### Хипербаричне медицина у САД и Европи с краја 19. и с почетка 20. века
Прва хипербарична комора на северно америчком континенту изграђена је 1860. у Осхау, Онтарио у Канади. Прву барокомору у Сједињеним Државама саградио је Корнинг годину дана касније (1861. године) у Њујорку са намером да лечи „неуролошке и сродне поремећаје“.
Током 1876. године у САД је забележено да је Кели лечио пацијента у „апарату за купање са компримованим ваздухом“ који је описан као уређај са медицинском  бравом са две плоче за затварање које се затварају притиском и вентилом за закључавање са спољашње стране који се могу контролисати споља.
Након што су САД започеле развој метода хипербаричне медицине, хипербаричне коморе постају доступне за лечење и у готово свим већим европским градовима. Француски хирург Фонтен (фр. Fontaine) пројектовао је покретну барокомору, чији се рад заснивао на повећању притиска ваздуха у комори специјалним мехом. Тим поступком Фонтен је повећавао количину раствореног кисеоника у крви болесника за време давања азот-оксидула као анестетика. Овом методом спречавао је пад нивоа кисеоника у крви, што се често догађало, током хируршких захвата у дубокој анестезији.
У овој комори обављено је седам операци у року од 3 месаца. Успех је био велики и ова метода лечења се све више примењивала, али нажалост Фонтен је доживео несрећу у барокомори која за последицу имала његовом смрт. Тако је Фонтен постао први лекар који је дао свој живот за развој хипербаричне медицине.

Вилијамс, у британском Медицинском часопису још далеке 1885, објавио је коментар, који је и данас актуелан и наводи се у многим публикацијама да укаже на неравномеран развој ове гране медицини и у 21 веку.
Коришћење атмосферског ваздуха у различитим нивоима атмосферског притиска, у лечењу болести, један је од најважнијих достигнућа у савременој медицини и када узмемо у обзир једноставност агенса, егзактне методе којима се може применити и прецизност са којом се може регулисати на захтеве сваког појединца, ми смо запањени да се у Енглеској, овај метод лечења тако мало користи.
Прву хипербаричну комору у Сједињеним Државама, конструисао је амерички лекар J. Leonard Corning) у Њујорку 1891. године. Неколико деценија касније амерички лекар Орвел Канингем председник Одељења за анестезиологију на Канзаској медицинској школи, је 1900. приметио различитост промена у здравственом стању болесника који болују од исте врсте срчаносудовних болести, у зависности од надморске висине на којој живе. Он је то повезао са променама у атмосфери и донео закључак да је узрок повишени атмосферски притисак ваздуха. На основу ових сазнања Канингем је конструисао ваљкасту комору величине 3х27 m и исту користио прво за лечење оболелих током пандемије грипе на крају Првог светског рата, а затим за лечење болести срца, хипертензије, реуматске грознице, шећерну болест и многих других болести.

### Хипербарична медицина између два светска рата
Године 1928. у Кливленду, г-дин Тимкин, захвалан пацијент који је боловао од уремије и чије стање се побољшало после примене хипербаричне терапије, конструисао је за др Орвела Канингема огромну 60 ft (18 m) високу, 64 фита у пречнику, хипербаричну болницу која је имала изгледа челичне сфере. Сваки спрат ове болнице имао је 12 собе са свим садржајима доброг хотела. У овим условима лечени су болесници који су боловали од хипертензије, шећерне болести, сифилиса све до 1930, када је локално медицинско друштво затворило хипербаричну болницу због недостатка научних доказа за лечење у њој. Др Канингем је више пута тражио од Бироа за Истраживање Америчке медицинске асоцијације (АМА) да документује своје тврдње о ефикасности хипербаричне медицине али нажолост примена ове коморе се није дуго одржала јер медицински ауторитети тог времена нису имали разумевања за овај метод лечења.
Дрегер, који је у 1917. осмислио систем за лечење ронилачких несрећа, први је схватио потенцијалне предности коришћења кисеоника под притиском за лечење декомпресионе болести. Из неког непознатог разлога, Дрегеров систем никада није ушао у производњу.
За почетак савремене хипербаричне медицине узима се 1937. година, када су Бенке и Шеив почели да користе хипербаричну комору за лечење декомпресионе болести ронилаца.

### Развој хипербаричне медицине након Другог светског рата
Од 1955. Черчил и Давидсон користе хипербаричну оксигенацију и за лечење других болести и рана које су настале код оболелих од карцинома као последица радиоптерапије.
Берм је, у Холандији 1956. у хипербаричној комори извео прву операцију на срцу, а исте године у Европи почела је све учесталија примена хипербаричног кисеоника у медицинској пракси. У Амстердаму 1956, Берм је поднео извештај да примена хипербаричног кисеоник (ХБО) као помоћног средствоа, даје добре резултате у срчаноплућној хирургији, посебно ако се применин у лечењу конгениталних (урођених) аномалија, као што су тетралогија Фалот, транспозиција великих крвних судова или стеноза плућне артерије.
Колега Берма W. H. Brummelkamp, који је такође интересовао за хипербаричну медицину, открио је 1959. (и касније 1961. објавио), да хипербарична терапија инхибира анаеробне инфекције.
У међувремену Брем, кога често називају оцем савремене хипербаричне медицине, објавио је чланак под називом „Живот без крви“, укоме је навео да је код фатално анемичних свиња, које је третирао хипербаричним кисеоником постигао врло добре резултате опоравка.
У 1962, Смит и Шарп објавили су прве резулате о успешној примени хипербаричне терапије у лечењу тровања угљен-моноксидом. што је допринело „продору“ хипербаричне терапије у све већи број области савремене медицине тога доба.
Проширена употреба ХБО се наставила током 1960-их за стања као што су гасна гангрена и исхемије. ХБО објекти су се проширили широм света, и отварани су на местима као што су Јапан, СССР и Кина.
Prrins из Велике Британије 1965. указао је на ефекте хипербаричне оксигенације код пацијената са остеомиелитисом. Saltzman и сарадници из Сједињених Америчких Држава 1966. године открили су позитивне учинке хипербаричне оксигенације у лечењу пацијената са можданим ударом. Boschetty и Cernoch из Чехословачке у седамдесетим годинама 20. века почели су да коришсте хипербаричну оксигенацију у лечењу мултипле склерозе. Lamm из Западна Немачка 1971. почео је са применом хипербаричне оксигенације у лечењу изненадне глувоће.
Thurston je 1973. године описао примену хипербаричну оксигенацију као методу која у раној фази лечења смањује морталитет код инфаркта миокарда. Током година, показано је да је хипербарична оксигенација нарочито ефикасна код анаеробних инфекција, нпр. гасне гангрене.
У последњим деценијама 20. века многобројни „хипербаричари“ уочили су да терапија кисеоником даје врло добре резултате у лечењу рана, као и оштећења коже након акутних термичких опекотине, које у присутсву кисеоника брже зарастају. Ове студије као и бројна друга искуства у примени ХБОТ, пратили су бројни конгреси, научни скупови и бројне демонстрације излечених пацијената, на којима је зачета идеја о оснивању међународних удружења за хипербаричну медицину.
У 1983. години основан је Амерички колеџ за хипербаричну медицину а 1986. године основано је Подводно и хипербарично медицинско друштво (Undersea and Hyperbaric Medical Society (UHMS)). Европски комитет за хипербаричну медицину (European Committee for Hyperbaric Medicine (ECHM)) основан је 1990. године. Коначно 1993. године основано је и British Hyperbaric Association (BHA).

## Развој хипербаричне медицине у бившој Југославији и Србији
На простору средњег Балкана прва роничачка школа основане је 1927. у Тивту. Прва хипербарична комора у Краљевини Југославији инсталирана је 1933, али нажалост због бројних техничких потешкоћа до почетка рата није пуштена у рад.
На простору бивше СР Југославије након Другог светског рата у Институту за поморску медицину ратне морнарице ЈНА у Сплиту 1969. почиње са радом већа рекомпресиона комора, у којој др Страцимир Гошовић 1970. почиње редовну примену хипербаричног кисеоника у клиничке сврхе. На иницијативу др С Гошовића, 1976. у наставни програм ВМА уводи се и специјализација из поморске или подводне и хипербаричне медицине, а на иницијативу др Рудија Дебјађија специјализација из ваздухопловне медицине.
У Београду је 1974. године при КБЦ Земун основан први Хипербарични центар у Србији под руководством др Николе Деклеве, да би на његову иницијативу 1994. Београд добио при Инстититуту за ортопедско-хируршке болести Бањица, први Центар за хипербаричну медицину (данас Специјална болница за хипербаричну медицину). Те године почиње и отварање већег броја приватних специјалистичких ординација за хипербаричну медицину углавном у Београду и на северу Србије.
Крајем 2008. године у Нишу је почела са радом прва специјалистичка ординација за хипербаричну медицину на југу Србије на 130 година организованог здравства у овом граду.
На Институту за медицинску физиологију Медицинског факултета Универзитета у Београду 2008. године инсталиране су експерименталне хипербаричне коморе за научна истраживања и наставну делатност у области хипербаричне медицине.
Септембра 2012. у Србији су организована три конгреса из области баромедицине, подводне медицине и роњења. ECHM-а европског комитета за хипербаричну медицину, EUBS-а Европског друштва за хипербаричну и подводну медицину, DAN-а ронилачке организације која се бави сигурности у роњењу.
До краја 2012. у Србији је основан већи број центара за хипербаричну медицину у Нишу, Врњачкој Бањи, Гамзиградској Бањи, Пожаревцу, Београду, Сремској Митровици, Новом Саду и Суботици.

## Инциденти кроз историју
Пожари унутар хипербаричне коморе су изузетно опасни. Прегледни чланак објављен 1997. године пронашао је 77 људских смртних случајева у 35 различитих пожара у хипербаричној комори који су се догодили од 1923. до 1996. године.
Даља истраживања показују да иако се третман често сматра безбедним, употреба хипербаричне опреме носила је ризик за оперативно особље када су се опрема и уређаји  неправилно користили. Правилно одржавање опреме и поштовање прописаних безбедносних процедуре за коришћење опреме под притиском, кроз историју се непрестано унапреживани у склопи обавезних мера заштите.
У наставку се наводе неки од примера нежељених догажаја:
- 1997: Десет пацијената и медицинска сестра су страдали у Милану, Италија, након што је избио пожар у хипербаричној комори потпомогнут кисеоником.[35]
- 2009: Бака и њен четворогодишњи унук страдали су након што се хипербарична комора запалила и експлодирала на Флориди. Дечак је био на лечењу у комори због церебралне парализе, доутовао је из Италије где је лечење забрањено да би се подвргао процедури.[36]
- 2012: Експлодирала је хипербарична комора на Флориди, убивши жену и расног коња који су били на лечењу. Експлозија се догодила након што је коњ ударио у метачни део коморе, стварајући варнице које је у присуству кисеоника изазвала пожар.[37]
- 2015: Пас је убијен у Џорџији када се запалила и експлодирала барокомора у којој је био на лечењу. Пас је лечен од артритиса.[37]
- 2016: У пожару су погинуле четири особе које су биле на лечењу у хипербаричној комори у болници Минтохарђо морнарице у Џакарти, Индонезија. Како се наводи, пожар је изазвао кратки спој у струјном колу. Након што је избио пожар, оператери су користили систем прскалице и систем за искључивање у нужди како би спасили последице, али су напори за спасавање живота били спречени пошто је барокомору врло брзо захватио пламен.[38]
- 2016: Мушкарац у Викторији, Аустралија, умро је у хипербаричној комори због неоткривених узрока док је био на лечењу. Практичари који су надгледали његову негу проглашени су одговорним што нису обезбедили безбедност пацијента што је довело до његове смрти. Касније су кажњени са 716.750 АУ$.[39]

## Оснивање удружења за хипербаричну медицину
Године 1967. године основано је Undersea Medical Society (UMS) од стране шесторица медицинских службеника U.S. Navy Diving and Submarine medical као организација посвећене роњењу и подморској медицини. UMS је касније преименован у Undersea and Hyperbaric Medical Society (UHMS) 1986. године. Ово професионално друштво основано је за све оне који се практично баве хипербаричном или ронилачком медицином. UHMS временом  је постало одговорно за објављивање бројних упутстава и одобрених индикација за ХБО третмане.
Библиотека UHMS Чарлса В. Шилинга, која се налази  у  Duke University Medical Center (DUMC) је највећа архива ронилачких и хипербаричних истраживања и клиничких информација – актуелних и историјских – на свету. . Збирка се састоји од књига, часописа, извештаја, радионица, симпозијума, зборника радова и библиографија са коментарима из области ронилачке, хипербаричне и поморске медицине. Постоји и мала збирка часописа и билтена који се баве безбедношћу роњења и ронилачком медицином. Библиотека има обимне репринт фајлове чланака, каталогизованих по аутору, који се односе на роњење и хипербаричну медицину који датирају из 1930-их.
Многе UHMS публикације су скениране и доступне су на мрежи Rubicon Research Repository.Остали чланци се могу наћи у архиви UHMS која пружа помоћ у проналажењу.